# Octave (escrime)

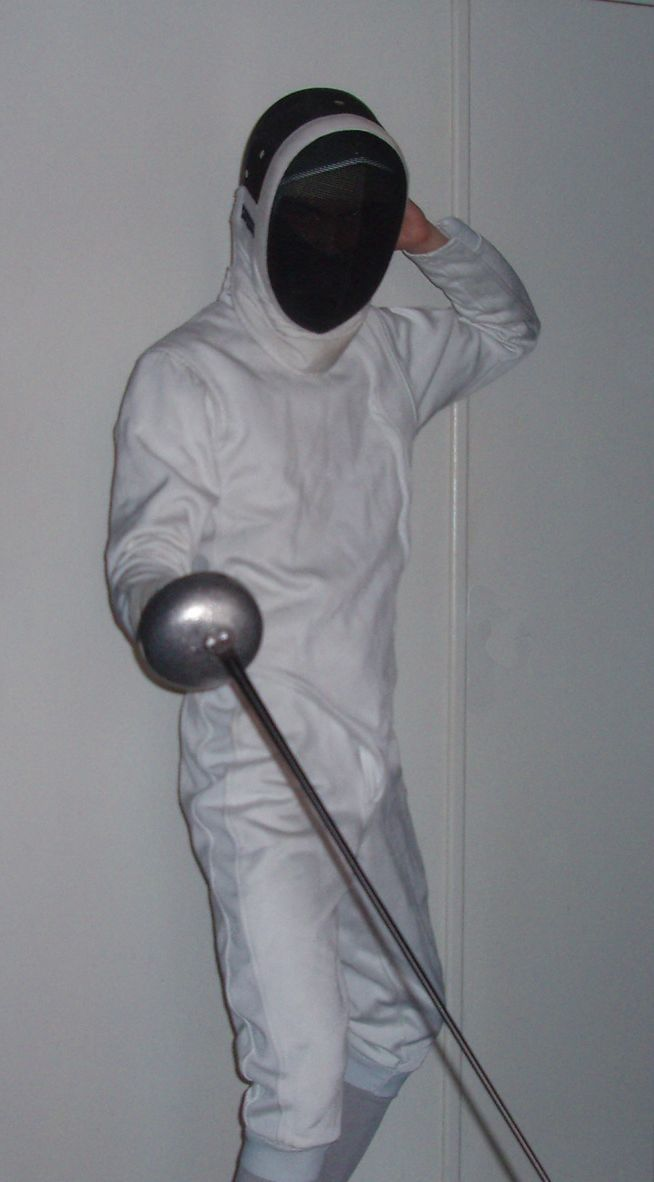
Les positions d'escrime : l'Octave (à l'épée)

Pour les articles homonymes, voir Octave.
En escrime, l'octave est une position de l'arme en supination (les ongles dessus) : la pointe est plus basse que la main et se situe en ligne basse dehors. Elle a été définie en 1755 dans l'Encyclopédie de Diderot et d'Alembert.

## Utilisation
Elle est utilisée afin de pouvoir parer les attaques visant les parties basses du corps.